# Adolf Hermann Robert Feeder
Adolf Hermann Robert Feeder (* 15. April 1830 in Frankfurt (Oder); † 6. August 1878 in Pankow) war Deichhauptmann des Oderbruchs.

## Leben
Er war der Sohn des Frankfurter Buchdruckers Carl Feeder und dessen Ehefrau Karoline Luise Henriette Geschke.
Bereits 1863 hatte Feeder als Oberdeichinspektor die bautechnischen Geschäfte des Deichhauptmanns übernommen. Am 29. Dezember 1869 wählten ihn die Deichämter zum Deichhauptmann. Bestätigt wurde diese Wahl am 6. Januar 1870. Am 1. Oktober 1876 musste Feeder krankheitshalber in den Ruhestand treten.